# Îles des Antipodes
Pour les articles homonymes, voir Antipode.
Les îles des Antipodes ou îles Antipodes sont un archipel néo-zélandais inhabité situé à 830 km à l'est-sud-est de l'île Stewart.
L'archipel est inscrit sur la liste du patrimoine mondial de l'UNESCO avec les autres îles sub-antarctiques de Nouvelle-Zélande. Les îles des Antipodes forment une réserve naturelle et leur accès est restreint.

## Géographie

Carte topographique de l'archipel.

L'archipel des Antipodes est situé à 760 km au sud-est de l'Île du Sud. Il est constitué de six îles, dont la principale, l'île des Antipodes, mesure environ 2 000 ha,. Au nord de cette île principale se situent l'île Bollons (52 ha) et l'île Archway, à l'ouest les îles West Windward et East Windward et l'îlot Orde Lees, et à l'est l'île Leeward.
Le point culminant de l'archipel est le mont Galloway (en) qui s'élève à 366 mètres. C'est le dernier volcan à avoir été actif sur l'archipel. Situé sur l'île principale, il dépasse de peu le mont Waterhouse (361 mètres).
L'archipel était à l'origine appelé Îles des Pénantipodes, ce qui signifie « Îles proches des antipodes », car il est la terre émergée la plus proche des antipodes de Londres, au Royaume-Uni. Au fil du temps le nom en est venu à être abrégé en « Îles des Antipodes », laissant certains à penser que ses découvreurs européens n'en avaient pas réalisé la localisation exacte. Son point antipodal réel, 49° 41′ N, 1° 14′ O, est en fait situé en mer, à une trentaine de kilomètres à l'est de Cherbourg, en France, sur le banc de sable de la commune de Gatteville-le-Phare.

### Climat
Les îles des Antipodes sont situées dans une zone tempérée, mais aucun mois ne dépasse 10 °C de température moyenne ; le climat est donc classé comme étant un climat de toundra (ET), selon la classification de Köppen.

## Histoire

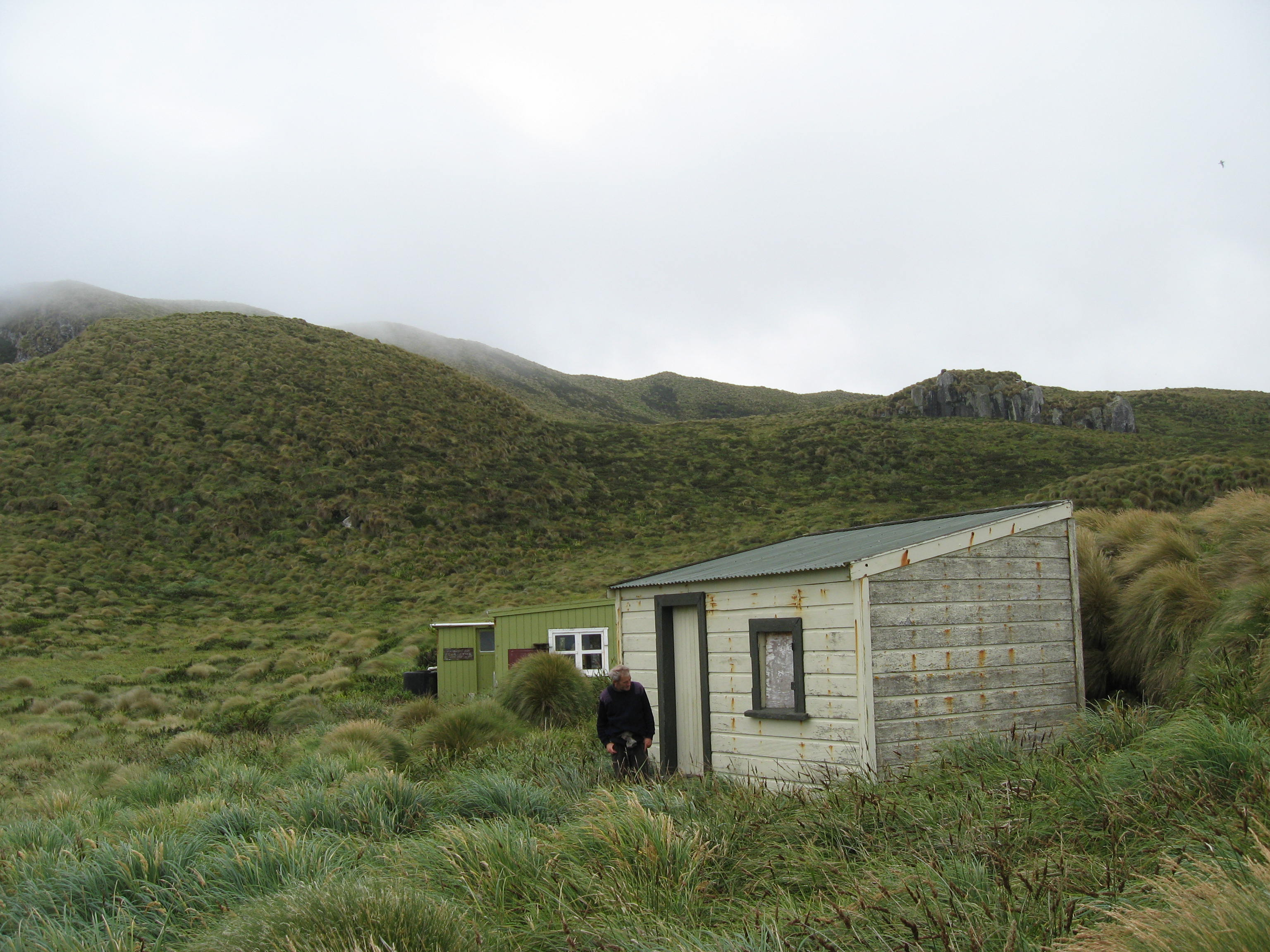
Le dépôt de vivres pour naufragés en 2009.

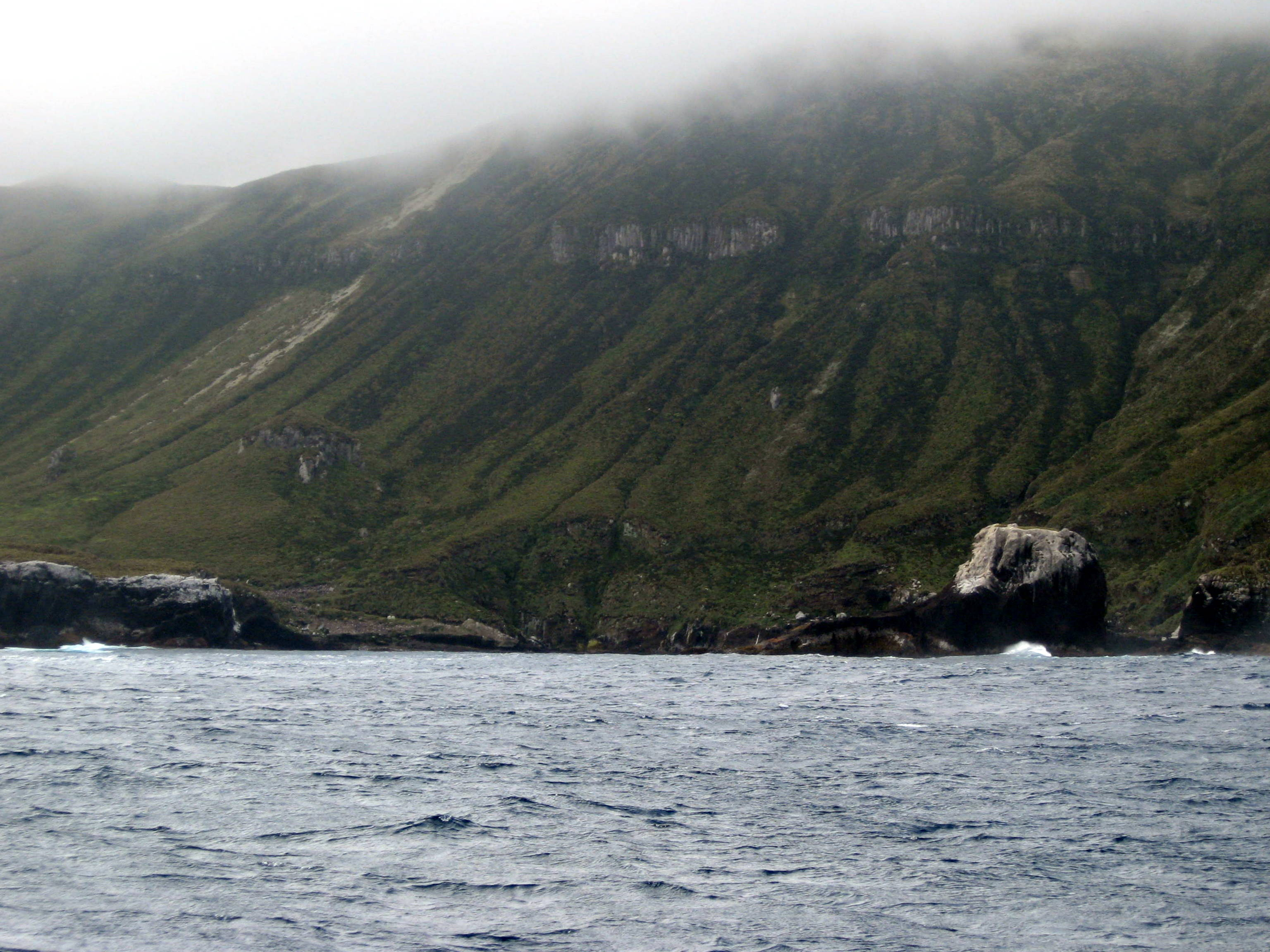
Baie du sud des Îles Antipodes où débarquèrent les naufragés du Spirit of The Dawn et où s'échoua le Totorore.

En 1886, un tesson de poterie dont on ignore l'origine aurait été découvert à 0,61 mètre (2 pieds) sous la surface du sol de la principale île. Cependant, ce tesson ne figure pas dans la collection du musée Te Papa Tongarewa à Wellington, où il serait exposé. Par conséquent, cela ne permet pas d'affirmer que l'archipel a été visité avant sa découverte par les Européens.
L'archipel des îles des Antipodes fut découvert en 1800 par le capitaine Henry Waterhouse, le capitaine du navire britannique HMS Reliance. En 1803, le beau-frère de Waterhouse, George Bass, obtient du gouverneur de la Nouvelle-Galles du Sud, Philip Gidley King, un monopole pour la pêche dans une zone comprenant les îles Antipodes, probablement parce qu'il sait que cette région contient une importante population d'Otaries à fourrure. Bass part de Sydney vers le sud en 1803 et n'est jamais revenu. C'est peu après sa disparition que commence l'exploitation intensive des otaries à fourrure de l'archipel.
L'île abrite à une époque une population de 80 personnes engagées dans le commerce de la fourrure. Une bataille oppose alors les Américains aux Britanniques pour l'exploitation des ressources de l'île. Les marchands importants de Sydney comme Simeon Lord (en), Henry Kable (en) et James Underwood (en) sont engagés dans ce commerce tout comme les Américains Daniel Whitney et Owen Floger Smith. Après 1807, la chasse aux otaries devient occasionnelle et les chargements de peaux sont moins importants du fait de la quasi-extermination de la colonie d'otaries des îles.
Plus tard, une tentative pour implanter du bétail sur l'île échoue. En 1893, le navire Spirit of the Dawn sombre au large des côtes de l'archipel. Les 11 membres d'équipage survivants (sur 18) restent près de trois mois sur l'île. Ils vivent alors comme des naufragés et se nourrissent de puffins crus, de moules et de racines durant 87 jours. Ils finissent par attirer l'attention du navire à vapeur Hinemoa grâce à un drapeau fabriqué à partir de leur voile.
Il est à noter qu'il existait un dépôt de vivres bien approvisionné pour d'éventuels naufragés à l'autre extrémité de l'île. Toutefois, du fait de leur mauvais état de santé et du terrain escarpé, les naufragés ne se sont jamais aventurés là où se situait le dépôt et ignoraient donc son existence. En 1908, ce même dépôt est utilisé par l'équipage du President Félix Faure qui venait de s'échouer à Anchorage Bay. Le dernier naufrage sur l'archipel est celui du yacht Totorore en juin 1999, qui coûta la vie à deux personnes.

## Conservation
Comme sur beaucoup d'autres îles, les rongeurs introduits accidentellement ont créé des problèmes en s'attaquant à la faune indigène. Une campagne de levée de fonds, la Million Dollar Mouse, a été lancée en 2012 pour récolter des fonds pour un programme d'éradication, dans le cadre du programme du gouvernement néo-zélandais Predator Free 2050 (« 2050 Sans prédateurs »). Au cours de l'hiver 2016, le Ministère de la Conservation de Nouvelle-Zélande a largué de trois hélicoptères un total de 65 tonnes d'appâts, et a fait chercher les rongeurs restants à l'aide de chiens entraînés à cela. Ainsi, les quelque 200 000 souris vivant sur l'île des Antipodes ont été éliminées,.